# TOI-715 b
TOI-715 b est une exoplanète.
Cette « super-Terre » tourne autour d’une étoile naine rouge située à une distance de 137 années-lumière de la Terre. 1,5 fois plus grande que la Terre, il semblerait que TOI-715 b soit une planète de type rocheuse.